# Лак-Блан
Лак-Блан (фр. Lac Blanc — «Белое озеро») — озеро в Вогезах в коммуне Орбе в Эльзасе.
Озеро Лак-Блан связано с озером Лак-Нуар, находящимся в 120 метрах вниз по течению, каскадом, где располагается гидроэлектростанция.
Над озером на скале возвышается белая статуя Девы Марии.
Из озера вытекает река Вайс.

## Спорт
На скале также располагается школа скалолазания. В окрестностях озера зимой проходит лёдолазание. Лёд достигает 100 метров в высоту.
Лак-Блан располагается около станции зимних видов спорта: горнолыжный спорт, беговые лыжи, прогулки на снегоступах, сани для детей.
Летом доступны игровой парк, пейнтбол, туризм в горы в сопровождении инструктора. Около озера находится крупнейший байк-парк в Вогезах.